# Niphoparmena albopilosa
Niphoparmena albopilosa là một loài bọ cánh cứng trong họ Cerambycidae.